# Асланова Чимназ Абдул Алі кизи
Чимназ Абдул Алі кизи Асланова (1904, село Мардакян, тепер у складі міста Баку, Азербайджан — 10 березня 1970, місто Баку, тепер Азербайджан) — азербайджанська радянська діячка, завідувач відділу по роботі серед жінок ЦК КП(б) Азербайджану. Член Центрального виконавчого комітету Закавказької РФСР з 1935 по 1936 рік. Депутат Верховної ради Азербайджанської РСР 5-го скликання. Депутат Верховної ради СРСР 1—4-го скликань. Заступник голови Ради національностей Верховної ради СРСР у 1938—1950 роках.

## Життєпис
Народилася в родині селянина-садівника. У 1920 році навчилася грамоти, викладала у школах із ліквідації неписьменності в Баку та Бакинській губернії. З 1926 року працювала вчителькою в Баку, перебувала на керівних посадах в органах народної освіти.
У 1932 році закінчила літературний факультет Азербайджанського державного педагогічного інституту.
Член ВКП(б).
До 1938 року — директор школи № 11 Октябрського району міста Баку.
У 1938—1939 роках — завідувач Бакинського міського відділу народної освіти, член колегії Народного комісаріату освіти Азербайджанської РСР.
У 1939—1943 роках — голова ЦК профспілки працівників початкових та середніх шкіл Азербайджанської РСР.
З 1943 року — завідувач відділу освіти ЦК КП(б) Азербайджану, заступник завідувача відділу вузів і шкіл ЦК КП(б) Азербайджану.
У 1948 році закінчила Вищу партійну школу при ЦК ВКП(б) у Москві.
У 1948—1951 роках — завідувач відділу по роботі серед жінок ЦК КП(б) Азербайджану.
У 1951—1952 роках — заступник міністра освіти Азербайджанської РСР.
У 1952—1956 роках — завідувач відділу по роботі серед жінок ЦК КП Азербайджану.
У 1956—1958 роках — заступник завідувача відділу партійних органів ЦК КП Азербайджану.
З 1958 року — завідувач відділу нагород Президії Верховної ради Азербайджанської РСР.
Померла 10 березня 1970 року в Баку. Похована на 2-й Алеї слави в Баку.

## Нагороди
- орден Леніна
- орден Трудового Червоного Прапора
- медаль «За оборону Кавказу»
- медаль «За доблесну працю у Великій Вітчизняній війні 1941—1945 рр.»
- медаль «За трудову доблесть»
- медалі